# Masaki Nashimoto
Pour les articles homonymes, voir Masaki (homonymie).
Masaki Nashimoto (梨本 真輝, Nashimoto Masaki) (né le 12 décembre 1993) est un athlète japonais, spécialiste du sprint.

## Carrière

### Records
| Épreuve | Performance | Lieu     | Date        |
| ------- | ----------- | -------- | ----------- |
| 100 m   | 10 s 38     | Chiba    | 13 mai 2011 |
| 200 m   | 20 s 97     | Kitakami | 6 août 2011 |